# Осока теневая
Осо́ка тенева́я (лат. Carex umbrosa) — многолетнее травянистое растение, вид рода Осока (Carex) семейства Осоковые (Cyperaceae).

## Ботаническое описание

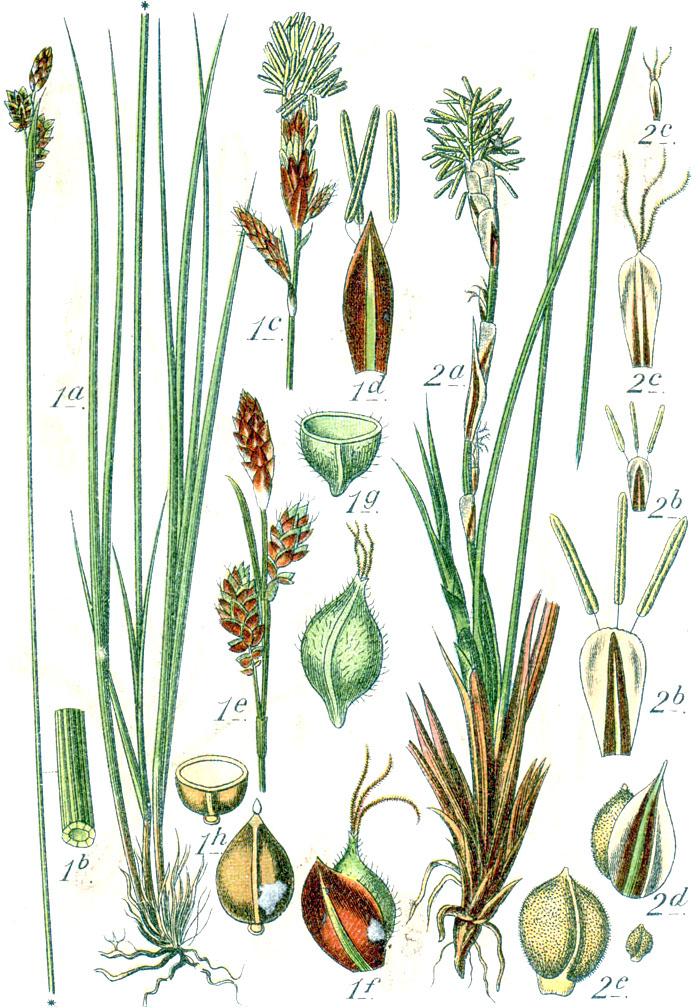
1 — Carex umbrosa

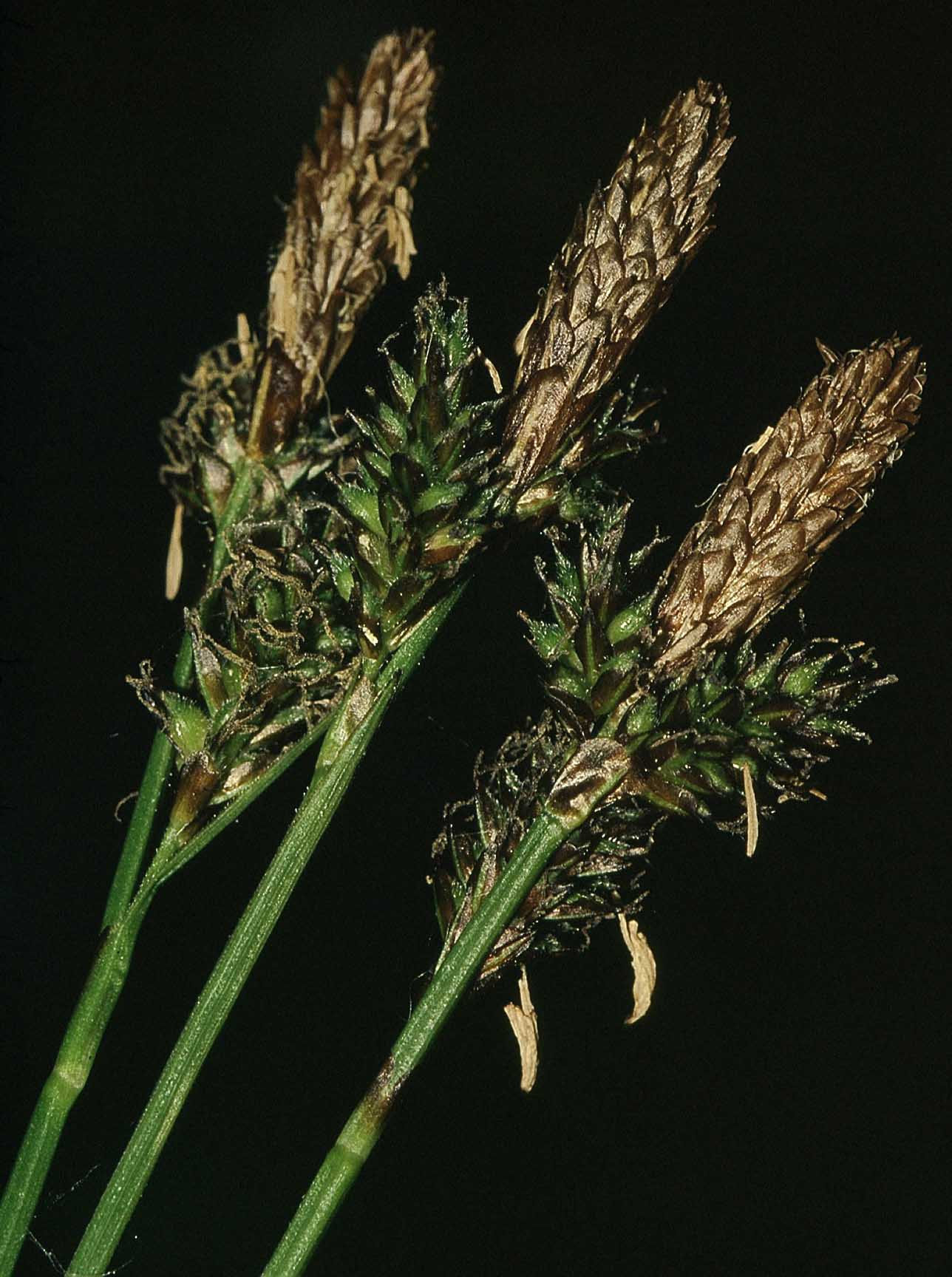
Соцветие

Светло-зелёное или желтовато-зелёное растение с густодернистым корневищем, без побегов.
Стебли кверху шероховатые, 5—40 см высотой, неясно-трёхгранные, могут быть высоко облиственными, окружены при основании светло-серовато-буроватыми, сильно волокнисто расщеплёнными влагалищами старых листьев, короче стебля.
Листья плоские, могут быть сложенные, 1,5—3,5 мм шириной, влагалища листьев разной длины, пластинки отходят от них на разных уровнях.
Верхний колосок тычиночный, (0,6)1,3—2 см длиной, 3—5 мм шириной, светлый, с бледно-ржавыми до беловатых, иногда с бурыми чешуями. Пестичные колоски в числе 2—3, сближенные или немного расставленные, плотные, с 10—15(20) цветками, (0,4)0,8—1,5(2) см длиной, яйцевидные или продолговатые, густые или рыхловатые, сидячие или нижний на короткой (до 1 см) ножке. Чешуи пестичных колосков яйцевидные, коричневые и светло-коричневые, острые, со светлым или зелёным килем, редко с коротким остроконечием, короче мешочка. Мешочки обратнояйцевидные, (2)2,5—3 мм длиной, в поперечном сечении тупо-трёхгранные, с 3—8 тонкими неясными жилками, яроко-зелёные, позже желтовато-зелёные, покрытые рассеянными мягкими волосками, с удлинённым, 0,5—0,7 мм длиной, бурым, наверху слегка выемчатым носиком. Рылец 3, столбик в основании часто немного утолщённый. Нижний кроющий лист с коротким влагалищем 3-8 мм длиной и узколинейной или щетиновидной пластинкой короче соцветия или превышающей его.
Плодоносит в апреле-июле.
Число хромосом 2n=62, 66.
Номинативный вид описан из Австрии, Carex umbrosa subsp. pseudosabynensis T.V.Egorova — с юга Российского Дальнего Востока, Carex umbrosa subsp. huetiana (Boiss.) Soy — из Северо-Восточной Турции и Carex umbrosa subsp. sabynensis (Less. ex Kunth) Kük — из Западных Саян.

## Распространение
Атлантическая Европа: Бельгия; Центральная и Южная Европа; Прибалтика: Эстония (окрестности Тарту); Арктическая часть России: восточная часть Большеземельской тундры, Карская тундра, Полярный Урал, низовья Енисея; Европейская часть России: Ленинградская область, Брянская область, Северный и Средний Урал, Норильские горы; Беларусь: запад и юг верховий Днепра; Украина: Карпаты, Житомирская область; Кавказ: все районы, кроме Предкавказья; Восточная Сибирь: бассейн Нижней Тунгуски, Енисейский кряж, Якутия к северу от Вилюя, бассейн верхнего течения Алдана, Прибайкалье; Дальний Восток: Приамурье, Приморье, побережье Охотского моря, Сахалин, Курильские острова; Западная Азия: Северо-Западная и Восточная Турция; Центральная Азия: Северная Монголия; Восточная Азия: Северо-Восточный Китай, полуостров Корея, Япония.
Растёт в светлых лиственных и широколиственных лесах, на полянах, среди кустарников, на сухих осоково-разнотравных лугах, на сырых задернованных и щебнистых склонах, на сырых луговинах среди прибрежных кустарников, в ерниковых тундрах, болотистых редколесьях, на известняковых скалах; по склонам, в высокогорьях и верхней части лесного пояса, очень редко в арктической тундре.

## Систематика
В пределах вида выделяются четыре подвида:
- Carex umbrosa subsp. huetiana (Boiss.) Soy — Осока Юэ, Пиренеи, Балканский полуостров, Турция, Кавказ
- Carex umbrosa subsp. pseudosabynensis T.V.Egorova — Осока ложносабинская, Российский Дальний Восток, Корея, Япония
- Carex umbrosa subsp. sabynensis (Less. ex Kunth) Kük — Осока сабинская, от Европейской части России до Японии, Кавказ
- Carex umbrosa subsp. umbrosa — Европа

Во «Флоре СССР» и Егоровой Т. В. Carex umbrosa subsp. huetiana (Boiss.) Soy и Carex umbrosa subsp. sabynensis (Less. ex Kunth) Kük рассматриваются, как самостоятельные виды.